# Francisco Gustà
Francisco Gustà (1744 à Barcelone - 1816 à Palerme, Royaume de Naples) est un historien polémiste jésuite espagnol de langue italienne de l'époque de la suppression de la Compagnie de Jésus (1773-1814).

## Biographie
Francisco Gustà entre dans la Compagnie de Jésus en 1759. Il termine juste ses études de philosophie à l'université de Gandia (es) lorsque les Jésuites sont expulsés d'Espagne (es) en 1767. Il se réfugie dans un premier temps en Corse avant de s'installer à Ferrare puis, à la suite de la suppression de la Compagnie en 1773 à Venise et à Naples où il poursuit une carrière d'historien et de professeur d'histoire de l'Eglise. A l'image du jésuite italien polémiste Jean-Vincent Bolgeni, Francisco Gustà se consacre lui aussi, à côté de l'enseignement, à l'apologétique et à la polémique.

## Œuvres

### Ouvrages apologétiques défendant l'Eglise romaine
- Memoria (1782) - Récit de la visite du pape Pie VI à l'Empereur Joseph II à Vienne en Autriche.
- Vita di Costantino il Grande (Vie de Constantin le Grand) (1786) - Ouvrage apologétique de la papauté à destination des princes.
- Della condotta della Chiesa cattolica nell'elezione del suo capo visibile, il romano pontefice (De la conduite de l'Église catholique dans l'élection de son chef visible, le pontife romain) (1799) - Ouvrage publié à l'occasion de la tenue du conclave visant à l'élection du successeur de Pie VI.

### Ouvrages polémiques contre le jansénisme et autres "erreurs"
- Biographie du Marquis de Pombal (1781) - Ouvrage à succès très critique de la vie et des mœurs du marquis
- Gli errori di Pietro Tamburini nelle Prelezioni di etica cristiana (Les erreurs de Pietro Tamburini dans les Preélections de l'éthique chrétienne) (1795)
- Sui catechismi moderni. Saggio critico-teologico (Sur les catéchismes modernes. Essai théologique critique) (1788)
- Dell'influenza dei giansenisti nella Rivoluzione di Francia (De l'influence des jansénistes dans la Révolution française) (1794)
- Saggio critico sulle Crociate (Essai critique sur les croisades) (1794) - Ouvrage dans lequel il pose la question de l'opportunité d'une croisade contre le jansénisme[1].